# 생애주기가설
생애주기가설(영어: life-cycle hyphothesis) 또는 평생소득가설은 현재소비가 현재소득 뿐만 아니라 평생소득에 달려있다고 주장하는 가설이다. 1950년 이탈리아 경제학자 프랑코 모딜리아니와 그의 제자 블룸버그(Modilgliani-Ando-Brumberg)의 논문에서 처음으로 등장하며 1980년이 되어서야 완성되었다.
모딜리아니는 프리드먼의 항상소득이론이 개인의 저축과 합리적 소비를 모형으로 한다는 점에서 자신의 이론과 다르다고 하면서도 저축과 일시적인 수입에 대해 다룬다는 점에서는 근본적으로 같다고 말했다.

## 전제
모딜리아니는 개인의 소비성향은 나이에 따라 돌아오는 자본의 비율로 알 수 있으며 이를 함수로 표현할 수 있다고 보았다. 또한 개인의 소비함수에 대한 정리는 나아가 개인이 속한 집단의 소비함수에 대한 정리에 도달할 수 있다고 보았다. 또한 전체의 소비 함수는 개인의 소비 함수, 사회의 연령 구조와의 연관이 명확하다는 것이다. 그러면서 그는 효용함수에 대한 전제를 다음과 같이 두었다.
첫번째 전제는 효용함수는 다른 시점에서의 소비와 같으며(homogeneous) 만약 개인이 소득을 평소보다 더 받더라도 갑작스런 소득 변동 이전에 전체적인 소득을 분할했던 것과 같은 비율로 소비와 저축을 나눌 것이라는 전제이며 두번째 전제는 개인은 상속을 받을 것을 예상하고 행동하지도, 상속재산을 포기한다는 전제를 가지고 행동하지도 않는다는 것이다.
이런 전제에 따라 모딜리아니는 평균소비성향은 일생을 통틀어 일정하다고 보았다.

## 소비함수

### 평균소비성향
모딜리아니는 자신의 이론이 일반인들에게도 쉽게 이해되길 바랬다. 그는 그의 이론으로 사람들에게 불확실한 미래에 관심가지기를 원했고 일반인들도 쉽게 이해할 만한 동시에 이론적으로 만족할 만한 공식을 고안하는 과정이 가장 어려웠다고 말했다. 모딜리아니의 생애주기가설에 대한 소비함수는 다음과 같다.
{\displaystyle C=\alpha {\frac {(W+tY)}{T}}}
{\displaystyle t}년간 일한다 하면 {\displaystyle tY}는 평생의 소득을 뜻하며 {\displaystyle W}는 현재의 재산을 뜻한다. {\displaystyle \alpha }는 장기소비성향이라 부르며,    사용 가능한 소득 중 소비에 사용되는 비율({\displaystyle 0<\alpha <1})과 같다. {\displaystyle {\frac {(W+tY)}{T}}}는 평균수명이 {\displaystyle T}일 때 소비({\displaystyle C})에 사용할 수 있는 소득의 양이다. 이 식을 정리하면 다음과 같다.
{\displaystyle C=\left({\frac {\alpha }{T}}\right)W+\left({\frac {\alpha t}{T}}\right)Y}일 때, {\displaystyle \left({\frac {\alpha }{T}}\right)W=A,\left({\frac {\alpha t}{T}}\right)=B}라고 가정하자. 그러면 다음과 같다.
{\displaystyle C=A+BY}
이 식으로 평균소비성향을 구할 수 있다. 양 변을 {\displaystyle Y}로 나누면 {\displaystyle {\frac {C}{Y}}={\frac {A}{Y}}+B}과 같은 식이 나오는데 {\displaystyle {\frac {C}{Y}}}를 소득({\displaystyle Y}) 중 소비에 사용하는({\displaystyle C}) 비율인 평균소비성향이라고 부른다.

### 부의 낙타등 형태
모딜리아니는 저축의 동기를 미래의 불확실성에 대해 대비하기 위한 예비적 목적이 저축을 하는 동기 중 하나이며 청장년시기에 부가 증가하는 이유는 이런 예비적 저축 때문이라고 보았다. 1999년 경제학자 툴리오 자펠리(tullio jappelli)는 생애주기가설 논문에서 이를 다음과 같은 소비함수로 표현하였다. 이때 부는 낙타등 형태(hump-shape)를 가진다.
{\displaystyle W_{a},b={\frac {a}{N}}(1-{\frac {N}{T}})H_{b}}

## 역사
모딜리아니와 블룸버그의 생애주기가설에 영향을 준 것은 케인즈의 절대소득가설과 피셔의 시제소비선택 쿠즈네츠의 발견으로 생각되며 부분적으로 도로시 브래디와 프리드먼, 마가렛 레이드의 영향을 받은 것으로 생각된다. 모딜리아니는 피셔의 시제소비선택 이론에 대해선 피셔가 거시경제학과 미시경제학적 증거를 종합한 소비 이론을 내놓은 것이 경제학에 새로움과 실험적인 의미를 제공했다고 보았다.
생애주기가설은 모딜리아니가 1950년 그의 제자 블룸버그와 함께 작업한 논문에서 개인의 소비 행위에 대한 그 개인의 효용을 따지는 효용함수에서 출발했다. 1954년 논문에서도 생애주기가설을 발견할 수 있으나 불룸버그가 심장병으로 사망하고 혼자서는 자신의 논문을 개정할 수 없게 되면서 1980년 모딜리아니가 정리한 논문을 발표할 때까지 생애주기가설에 대한 내용은 인쇄본으로 출판되지 않았다.
1985년 노벨 경제학상을 주관하는 스웨덴 국립은행은 모딜리아니가 생애주기가설을 통해 이전의 유사한 이론들을 발전시켰다고 보았다. 스웨덴 국립은행은 생애주기가설에 대한 노벨경제상 수여 입장을 다음과 같이 밝혔다.
| “ | 생애주기가설은 순전히 미시경제학 이론이지만, 모딜리아니는 이것을 거시경제학적 이론과의 조합 속에 발전시켰다. 장기적으로 평생의 저축 비율은 일정하다거나, 자본은 소득에 아주 적은 영향을 줄 뿐이라고 주장하는 점에서 항상소득이론과도 유사한 점이 발견되나 그 의미(implications)를 달리한다는 점에서 이전의 항상소득이론과는 큰 차이가 있었다. 가장 중요한 차이점은 평생의 저축의 양은 전적으로 경제성장률에 달려있다고 하는 것이며 또 다른 점은 저축이 경제적인 요인 뿐만 아니라 인구구조, 기대수명과 같은 인구학적인 요인에도 영향을 받는다는 것이다. (중략) 그의 학문적 성취는 전적으로 그의 근본적인 생각을 그가 다각도로 발전시킨 이전의 이론에 적용하고 조정하고 이론으로 발표한 데에 있다. The life-cycle hypothesis is a purely microeconomic theory. However, Modigliani has shown in a number of later works - some of which were produced in collaboration with others - that the hypothesis has a number of macroeconomic applications. A few of these are identical with those of the permanent income hypothesis, for instance the idea that the aggregate saving ratio is constant in the long term and that capital gains affect consumption only slightly. However, some of the macroeconomic implications differ completely from those of earlier theories. The most central one is that aggregate savings depends primarily upon the rate of growth of the economy. Other distinguishing implications are that aggregate saving is endogenously determined by economic as well as demographic factors, such as the age structure of the population and the life expectation... His achievement lies primarily in the rationalization of the idea into a formal model which he has developed in different directions and integrated within a well-defined and established economic theory | ” |
|   | — 스웨덴 왕립과학원 |   |

## 같이 보기
- 항상소득이론